# Жуалинський район
Жуали́нський райо́н (каз. Жуалы ауданы, рос. Жуалынский район) — район у складі Жамбильської області Казахстану. Адміністративний центр — село імені Бауиржана Момишули.

## Населення
Населення — 54072 особи (2021; 50391 у 2009, 47427 у 1999, 46011 у 1989).
Національний склад (станом на 2010 рік):
- казахи — 45223 особи (87,02%)
- росіяни — 4154 (7,99%)
- азербайджанці — 545 осіб
- чеченці — 543 особи
- українці — 378 осіб
- німці — 243 особи
- узбеки — 230 осіб
- киргизи — 162 особи
- татари — 115 осіб
- корейці — 58 осіб
- уйгури — 38 осіб
- турки — 22 особи
- білоруси — 14 осіб
- греки — 13 осіб
- таджики — 8 осіб
- дунгани — 3 особи
- курди — 1 особа
- інші — 218 осіб

## Історія
Утворений 27 грудня 1933 року як Джувалинський район, 4 травня 1993 року перейменований на сучасну назву.

## Склад
До складу району входять 14 сільських округів:
| Поселення                          | Площа, км² | Населення, осіб (1989) | Населення, осіб (1999) | Населення, осіб (2009) | Населення, осіб (2021) | Центр                    | Населені пункти |
| ---------------------------------- | ---------- | ---------------------- | ---------------------- | ---------------------- | ---------------------- | ------------------------ | --------------- |
| Аксайський сільський округ         | -          | 2527                   | 2819                   | 2933                   | 3030                   | Кайрат                   | 2               |
| Актюбинський сільський округ       | -          | 2634                   | 2949                   | 2693                   | 2682                   | Байтерек                 | 4               |
| Бауиржана Момишули сільський округ | 69,83      | 10664                  | 11687                  | 12491                  | 15284                  | імені Бауиржана Момишули | 1               |
| Білікольський сільський округ      | -          | 2272                   | 1867                   | 1833                   | 1634                   | Карабастау               | 4               |
| Боралдайський сільський округ      | -          | 2941                   | 2589                   | 2691                   | 2545                   | Кольтоган                | 3               |
| Жетітобинський сільський округ     | -          | 2859                   | 2590                   | 2872                   | 3193                   | Карікорган               | 6               |
| Карасазький сільський округ        | -          | 3476                   | 3242                   | 3310                   | 3471                   | Карасаз                  | 5               |
| Кизиларицький сільський округ      | -          | 1641                   | 2107                   | 2297                   | 2397                   | Кизиларик                | 5               |
| Кокбастауський сільський округ     | -          | 2257                   | 2597                   | 3081                   | 2980                   | Теріс                    | 4               |
| Кошкаратинський сільський округ    | -          | 1799                   | 1628                   | 1671                   | 1542                   | Кошкарата                | 3               |
| Куренбельський сільський округ     | -          | 2321                   | 2094                   | 2127                   | 2071                   | Куренбель                | 2               |
| Минбулацький сільський округ       | -          | 2978                   | 3530                   | 4091                   | 4635                   | Кольбастау               | 2               |
| Нурликентський сільський округ     | -          | 3593                   | 3874                   | 4413                   | 4565                   | Нурликент                | 3               |
| Шакпацький сільський округ         | -          | 4049                   | 3854                   | 3888                   | 4043                   | Шакпак-Ата               | 5               |

## Найбільші населені пункти
Населені пункти з чисельністю населення понад 1000 осіб:
| №  | Населений пункт          | Населення, осіб (1989) | Населення, осіб (1999) | Населення, осіб (2009) | Населення, осіб (2021) |
| -- | ------------------------ | ---------------------- | ---------------------- | ---------------------- | ---------------------- |
| 1  | імені Бауиржана Момишули | 10664                  | 11687                  | 12491                  | 15284                  |
| 2  | Кольбастау               | 2447                   | 2932                   | 3434                   | 4005                   |
| 3  | Нурликент                | 2403                   | 3057                   | 3646                   | 3695                   |
| 4  | Шакпак-Ата               | 2505                   | 2403                   | 2332                   | 2427                   |
| 5  | Кайрат                   | 1808                   | 2039                   | 2092                   | 2191                   |
| 6  | Карасаз                  | 1917                   | 1916                   | 1983                   | 2141                   |
| 7  | Куренбель                | 2073                   | 1885                   | 1933                   | 1816                   |
| 8  | Байтерек                 | 1736                   | 1945                   | 1484                   | 1713                   |
| 9  | Кольтоган                | 1696                   | 1420                   | 1495                   | 1324                   |
| 10 | Кошкарата                | 1119                   | 1086                   | 1091                   | 1047                   |
| 11 | Шинбулак                 | 706                    | 714                    | 809                    | 1036                   |
| 12 | Карабастау               | 1359                   | 1116                   | 1045                   | 1029                   |

## Транспорт
Дороги районного значення:
| Індекс   | Назва                                | Довжина, км |
| -------- | ------------------------------------ | ----------- |
| KH-GU-1  | Колбастау — Талапти                  | 7,4         |
| KH-GU-2  | Талапти — Алатау                     | 8,4         |
| KH-GU-3  | Алатау — Застава                     | 4           |
| KH-GU-4  | під'їзд до села Діхан                | 2,5         |
| KH-GU-5  | під'їзд до села Кайрат               | 0,7         |
| KH-GU-6  | Жанаталап — Куркуресу                | 3,1         |
| KH-GU-7  | під'їзд до села Кизиларик            | 2,6         |
| KH-GU-8  | під'їзд до села Нурликент            | 1,1         |
| KH-GU-9  | Нурликент — Теріс                    | 1           |
| KH-GU-10 | Теріс — Косболтек                    | 2,8         |
| KH-GU-11 | Шакпаката — Т.Дуйсебайули            | 5,2         |
| KH-GU-12 | Шакпаката — Интимак                  | 2,7         |
| KH-GU-13 | під'їзд до села Б.Момишули із заходу | 3,5         |
| KH-GU-14 | під'їзд до села Б.Момишули           | 1,2         |
| KH-GU-15 | Б.Момишули — Береке — Журумбай       | 8,3         |
| KH-GU-16 | під'їзд до села Шакпаката зі сходу   | 2,5         |
| KH-GU-17 | під'їзд до села Шакпаката із заходу  | 2,6         |
| KH-GU-18 | під'їзд до села Коктас               | 0,8         |
| KH-GU-19 | під'їзд до села Шинбулак             | 7,6         |
| KH-GU-20 | Шинбулак — Тасбастау                 | 3,6         |
| KH-GU-21 | під'їзд до села Космурат             | 1,8         |
| KH-GU-22 | під'їзд до села Куренбел             | 4,2         |
| KH-GU-23 | Куренбел — Каратас                   | 6,3         |
| KH-GU-24 | Куренбел — Кониртобе                 | 4,2         |
| KH-GU-25 | Куренбел — Єртай                     | 3,9         |
| KH-GU-26 | під'їзд до села Єртай                | 2,2         |
| KH-GU-27 | Куюк — Терс — Ащибулак               | 10,6        |
| KH-GU-28 | під'їзд до комплексу Тау-самали      | 3,2         |
| KH-GU-29 | під'їзд до комплексу Коксай          | 17,4        |